# Solicitadoria
Solicitadoria é a atividade jurídica que abrange o Direito dos Contratos, o Direito da Propriedade, o Direito da Familia e das Sucessões, o Direito do Trabalho, o Direito Comercial e das Sociedades, o Direito Constitucional, Administrativo e Fiscal, o Direito Processual Civil, o Direito Contravencional e o Direito dos Registos e do Notariado.
O exercíco da Solicitadoria assegura as relações jurídicas entre as pessoas (singulares ou colectivas) e entre as pessoas e a administração pública e os orgãos jurisdicionais.
O exercício da Solicitadoria entende:
- A Solicitadoria Generalista, que compreende a consultadoria jurídica, o patrocinio judicial e a representação extrajudicial naquelas áreas do Direito.

- A Solicitadoria de Execução, que se expressa na prática dos actos de penhora, despejos, execuções para a prestação de facto, citações e notificações, comunicação entre o Tribunal e os intervenientes. Constitui uma especialidade na área de Solicitadoria e é desenvolvida pelo Agente de Execução.

O Solicitador é o licenciado em Direito ou em Solicitadoria inscrito no Colégio Profissional de Solicitadores da Ordem dos Solicitadores e dos Agentes de Execução que exerce a Solicitadoria.  
O Agente de Execução é um especialista em Processo Executivo e está inscrito no Colégio Profissional de Agentes de Execução, um órgão da Ordem dos Solicitadores e dos Agentes de Execução.

## Faculdades que ministram Licenciaturas, Mestrados e Doutoramentos em Solicitadoria
- Instituto Superior Manuel Teixeira Gomes
- Instituto Universitário da Maia
- Instituto Superior de Ciências da Administração
- Instituto Superior de Ciências Empresariais e do Turismo (ISCET) - Porto
- Universidade Portucalense
- Universidade Lusíada do Porto
- Universidade Lusíada de Lisboa
- Escola Superior de Tecnologia e Gestão do Instituto Politécnico do Porto
- Instituto Politécnico de Beja - Escola Superior de Tecnologia e de Gestão
- Instituto Politécnico de Leiria
- Instituto Politécnico do Cávado e do Ave - Barcelos
- Instituto Politécnico de Castelo Branco - Escola Superior de Gestão de Idanha-a-Nova (ESGIN)
- Instituto Politécnico de Bragança
- Instituto Superior de Contabilidade de Administração de Coimbra
- Instituto Politécnico de Lisboa - Instituto Superior de Contabilidade e Administração de Lisboa
- Universidade Lusófona de Lisboa
- Universidade Lusófona do Porto
- Instituto Superior Bissaya Barreto - Coimbra
- Instituto Superior do Vouga - Santa Maria da Feira
- Universidade Portucalense - Curso de Solicitadoria para estrangeiros - Law for Solicitors